# Estadi Jorge Luis Hirschi
L' Estadi Jorge Luis Hirschi, també conegut com Estadio Uno, és un estadi de futbol de la ciutat de La Plata, Argentina.
Té una capacitat per a 32.530 espectadors i és la seu del club Estudiantes de La Plata.

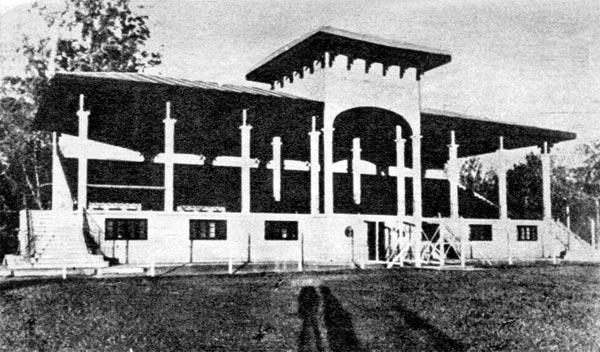
Graderia principal de l'estadi l'any 1911.

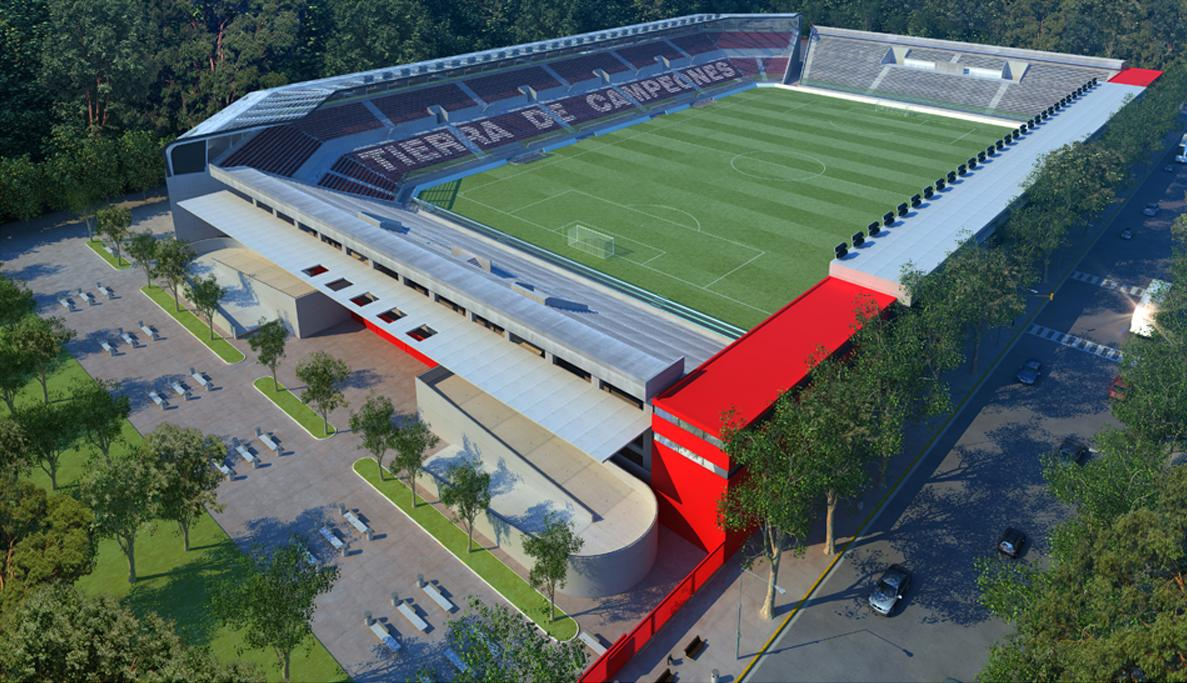
Maqueta del nou estadi.

Duu el nom de Jorge Luis Hirschi, qui serví com a president del club Estudiantes entre 1927 i 1932. Va ser inaugurat el 25 de desembre de 1907. L'estadi fou clausurat el setembre de 2005 a causa de la prohibició de tenir graderies de fusta. Aleshores passà a compartir l'Estadi Ciudad de La Plata amb el club Gimnasia y Esgrima. L'estadi fou reconstruït i inaugurat novament el 9 de novembre de 2019.
L'estadi també ha estat seu de l'equip de rugbi de l'Estudiantes entre els anys 1912 i 1930, quan aquesta secció fou tancada. L'abril de 2024 s'anuncià que l'estadi seria seu d'un partit de la Argentina durant la participació del Rugby Championship de 2024, contra Austràlia.